# Oeceoclades seychellarum
Oeceoclades seychellarum — наземний вид орхідей з роду Oeceoclades, який був ендемічним для острова Мае на Сейшельських островах, але зараз вважається вимерлим. Його чашолистки і пелюстки жовтувато-білі. Цей вид представлений лише типовим зразком, зібраним у травні 1902 року в маєтку Каскад на острові Мае на висоті 270 м у гірському лісі, який тоді був. Місце, з якого було зібрано типовий зразок, нині погіршилося діяльністю людини та інвазивними рослинами. Гарей і Тейлор відзначили, що цей вид схожий на O. lanceata за вегетативною морфологією, але ці види відрізняються флористичними характеристиками, особливо формою та пропорціями лейблума.